# RAN-40L
RAN-40Lは、イタリアのセレックス・システーミ・インテグラーティが開発した3次元レーダーである。
イタリア海軍においては、MM/SPS-798の名で制式採用された。
RAN-40Lは、捜索中も独立した2本のペンシルビームを照射することによる捜索中追尾モードを備えているほか、対戦術弾道ミサイル（ATBM）モードと対ミサイルモードでの運用機能も備えている。

## 搭載艦
イタリア海軍
- デ・ラ・ペンネ級駆逐艦（2008年からの近代化改修時に、AN/SPS-52より換装）[1]
- 軽空母「カヴール」

 インド海軍
- 空母「ヴィクラント」